# Michael Nushöhr
Michael Nushöhr (* 14. August 1962 in Ulm) ist ein ehemaliger deutscher Fußballspieler.

## Spielerkarriere
Nushöhr, der als Jugendlicher für FC Bayern München und den SSV Ulm 1846 spielte, begann seine Profikarriere 1983 in der zweiten Bundesliga beim 1. FC Saarbrücken. 1985 wechselte er zum VfB Stuttgart, für den er 38 Bundesligaspiele bestritt, in denen er vier Tore (alle per Elfmeter) erzielte. 1987 wechselte er zum 1. FC Kaiserslautern, kam dort aber nur sieben Mal zum Einsatz und erzielte keinen Treffer. In der Winterpause der Saison 1987/88 kehrte er zum 1. FC Saarbrücken in die zweite Liga zurück. Nachdem er 1992 mit dem FCS den Aufstieg in die Bundesliga geschafft hatte, wechselte er als Spielertrainer nach Liechtenstein zum FC Balzers. Insgesamt lief er 179 Mal für die Saarbrücker in der 2. Bundesliga auf und erzielte dabei fünf Tore, davon jedoch keines durch Elfmeter.

## Bundesligarekord
Beim 7:0-Heimsieg des VfB Stuttgart in der Bundesliga gegen Hannover 96 am 8. Februar 1986 erzielte er die drei Treffer vom 2:0 bis zum 4:0 nacheinander per Elfmeter. Damit hält er bis heute den alleinigen Bundesligarekord für die meisten verwandelten Strafstöße in einem Spiel. Diese Treffer waren zugleich seine ersten Tore in der Bundesliga. Auch seinen vierten und letzten Bundesligatreffer erzielte er am 5. April 1986 per Elfmeter gegen Eintracht Frankfurt. Das 7:0 des VfB ist außerdem bis dato der höchste Heimsieg des VfB in der Bundesliga. Nur fünf Wochen später gelang den Schwaben ein Auswärtserfolg in selber Höhe bei Fortuna Düsseldorf, der gleichfalls Vereinsrekord ist und bei dem Nushöhr ebenfalls (für eine Spielhälfte) auf dem Platz stand.

## Trainerlaufbahn
Zwischen 1998 und 2005 war er Trainer bei Chur 97.
Während der Jahre 2005 bis 2007 arbeitete er zwei Jahre für den BVF (Bündnerfussballverband) als Trainer von „Team Graubünden U-15“. Das war seine erste Station als Juniorentrainer.
Ab Juli 2007 war er wieder Trainer beim FC Balzers. Dort wurde er am 18. September 2012 entlassen, sein Nachfolger wurde Mario Frick.
Seit 2013 ist er technischer Leiter des Graubündner Fußballverbandes in der Schweiz.
Im Mai 2018 übernahm er interimsweise erneut Chur 97, um die Mannschaft in der 2. Liga interregional zu halten.